# Okenia vancouverensis
Okenia vancouverensis (O'Donoghue, 1921) è un mollusco nudibranchio della famiglia Goniodorididae.

## Distribuzione e habitat
Rinvenuta al largo delle coste occidentali del Nordamerica, dalla Columbia Britannica canadese allo stato di Washington degli USA.